# García de Valdés y Osorio
García de Valdés Osorio Doriga y Tineo, primer conde de Marcel de Peñalba, (Cangas de Tineo, c. 1600-Mérida de Yucatán, 1 de agosto de 1652) mencionado generalmente con el dictado equívoco de conde de Peñalva, fue un noble español y gobernante de Indias, capitán general del Yucatán en la Nueva España.

## Origen familiar
De familia hidalga, nació en la villa asturiana de Cangas de Tineo (hoy Cangas del Narcea) en los años finales del siglo XVI o primeros del XVII. Fue el segundo hijo varón de García de Valdés Doriga, señor de Marcel de Peñalba en el concejo de Salas, natural y primer poseedor de la casa de Valdés de Cangas, y de María de Tineo Osorio, su mujer, nacida en Tineo. Sus abuelos paternos fueron otro García de Valdés (antes Doriga) y María de Valdés Llano y Salas, su mujer y prima carnal, fundadores del mayorazgo y sobrinos carnales ambos del arzobispo de Sevilla Fernando de Valdés, presidente de Castilla. Y los maternos, Diego García de Tineo, señor de los cotos de la Mortera y Bárcena en el concejo de Tineo, natural y alférez mayor de esta villa, donde poseía el solar de su linaje, procurador general del Principado, y Elvira Osorio y Sarmiento, su mujer, natural de Ponferrada y señora de la casa de Laciana.
Su padre murió prematuramente, siendo él niño. Su madre, que casó en segundas nupcias con Juan de Uría y Tineo, era hermana de dos eclesiásticos de relieve: Gutierre Bernardo de Quirós, que fue inquisidor en la Nueva España, consejero de la Suprema y desde 1626 obispo de la Puebla de los Ángeles, y fray Blas de Tineo Osorio, que fue provincial de Castilla de la Orden de la Merced, consejero y calificador de la Suprema, y desde 1636 obispo titular de Termópoli y auxiliar de Granada.

Al primer conde de Marcel de Peñalva se debe el palacio de Lanio, sito en el lugar y parroquia de San Lorenzo de Láneo, del concejo de Salas, muy cerca —remontando el río Narcea— de la aldea de Marcel, que dio denominación a su condado.

## Educación
Como segundón de una familia noble en la que abundaban los prelados, García de Valdés parecía destinado a la iglesia. Después de estudiar latinidad y filosofía en Asturias, el 15 de agosto de 1616 ingresó en el colegio de San Pelayo de Salamanca, fundado por su tío bisabuelo el arzobispo Valdés, donde tuvo por elección la beca de regencia legista. El 18 de octubre de 1626 pasó al Mayor de San Bartolomé el Viejo, donde permaneció muy poco tiempo. En la Universidad de Salamanca obtuvo el grado de bachiller en Leyes y parece que ejerció la docencia.

## Provisor en Puebla
En 1626 salió del colegio y pasó a la Nueva España, nombrado provisor de su tío Gutierre Bernardo de Quirós, obispo de la Puebla de los Ángeles. En Puebla vivía con su tío en el palacio episcopal. Actuaba como administrador de los bienes y rentas eclesiásticos y también auxiliaba al virrey en asuntos de su jurisdicción. Ya en 1630 se había vuelto indispensable por sus buenos oficios, que permitieron duplicar la recaudación de alcabalas. Fue familiar de la Inquisición novohispana, alcalde mayor de la ciudad de Puebla y alférez mayor perpetuo de la de México. El virrey marqués de Cerralbo confiaba mucho en él y le dedicaba grandes elogios en los informes que remitía al rey. El cabildo eclesiástico de Puebla llegó a postular su nombre para suceder a Cerralbo.
En 1638, al morir su tío el obispo, quedó por testamentario suyo y heredó parte de su caudal. También por entonces sucedió en la casa paterna por haber muerto sin descendencia su hermano Juan de Llano y Valdés. Y a raíz de ello, en 1641 contrajo matrimonio en México con Margarita Beltrán de Alzate: una rica viuda criolla. Poco después regresó a España para tomar posesión de su mayorazgo en Asturias y despachar asuntos particulares en la corte.
El rey Felipe IV le dio plaza en su Consejo hacia 1645, y en 1648 le concedió el título de conde de Marcel de Peñalba, con el vizcondado previo de San Pedro Mártir de la Vega del Rey.
El flamante conde de Marcel de Peñalba se hallaba en Madrid a principios de 1649, cuando llegó la noticia de la muerte de Esteban de Azcárraga, gobernador del Yucatán. Y le fue fácil conseguir el nombramiento para sucederle en el cargo.

## Gobierno del Yucatán
El rey Felipe IV le nombró gobernador y capitán general del Yucatán por título del 27 de marzo de 1649. El conde tomó posesión en Mérida el 19 de octubre de 1650, es decir: año y medio después. Eran frecuentes en la época estas dilaciones, debidas a la inoportunidad de los nombramientos reales y a las dificultades del viaje. Durante estos periodos, a veces prolongados, los gobiernos de Indias eran desempeñados interinamente por oficiales que designaban los virreyes. Lo que daba pie a que los grupos de interés favorecidos por el gobernante interino opusieran resistencia a la llegada del titular.
Hay que hacer notar que en el caso del conde de Marcel de Peñalva, le antecedió en el cargo Enrique Dávila y Pacheco, que había sido nombrado interino por el virrey a raíz de la muerte del gobernador Esteban de Azcárraga. Dávila ya había sido con anterioridad gobernador interino de Yucatán, habiéndose desempeñado con éxito desde la perspectiva local. Tenía por tanto un grupo importante de partidarios que se habían visto favorecidos durante su gobierno y que recibieron con desagrado al nuevo gobernador titular. Después habría de atribuirse la muerte prematura y misteriosa del conde de Peñalva a la conspiración de grupos de interés locales ambiciosos y descontentos.
Al llegar al Yucatán, García de Valdés se encontró que muchos indígenas y españoles habían muerto por el cólera, la fiebre amarilla y por la hambruna que azotaba por aquel entonces la región que cumplía poco más de un siglo de haber sido conquistada. Dispuso por ello de inmediato que nadie debería retener y monopolizar el maíz para revenderlo a precios de especulación, so penas severas. Esto provocó gran malestar entre los encomenderos que eran quienes se beneficiaban principalmente de la escasez alimentaria reinante. 
También puso empeño diligente en mejorar la administración del erario público que a la sazón estaba bastante desorganizada. Solicitó del rey el nombramiento de un Oficial Mayor y otro Menor para apoyar en las tareas del control de la administración. Recomendó que los sueldos de éstos fueran pagados con el producto de las encomiendas que habían sido decomisadas de los sucesores de Francisco de Montejo. Del mismo modo, se preocupó por asegurar el control de las costas de la península que entonces eran constantemente atacadas por filibusteros de varias nacionalidades, lo que repercutía en la economía local. Además mejoró las condiciones de seguridad del litoral más lábil sembrando vegetación espesa en las costas, particularmente del puerto de San Francisco de Campeche, en donde reforzó el fuerte de San Román que servía de bastión a la población. Hizo crecer así mismo la fuerza naval de Campeche, mandando construir varias embarcaciones que pudieran servir para la defensa del puerto y para acrecentar el comercio con el exterior.
Tuvo serias dificultades por el hecho de prohibir el tráfico comercial con los indígenas, estableciendo además agentes suyos para que suministrasen lo que aquellos requerían, todo a nombre del gobernador. Esto es, hizo en su beneficio, al menos aparentemente, lo que a otros prohibió hacer. Determinó también que algunos inspectores visitasen los poblados indígenas para determinar la cantidad de granos con que realmente contaba la población regional. Su orden se vio rodeada de suspicacia y desconfianza porque corrió entre la población la versión de que lo que tales inspectores querían, era tomar en pignoración o apropiarse de sus cosechas. Esto hizo que apresuradamente la gente intentara esconder sus granos en lugares inapropiados, lo que provocó que una gran parte de la existencia se perdiera por la humedad y los roedores, lo que finalmente tuvo el efecto dramático de incrementar la escasez real y el hambre consecuente.
La situación se volvió tan crítica que el gobernador tuvo que convocar a una magna reunión de los notables para determinar las acciones a seguir. No llegaron a mayor acuerdo en tal junta, con la salvedad de emitirse una nueva prohibición para los indígenas de vender sus excedentes agrícolas, lo que hizo que el malestar colectivo creciese aún más.
Durante su gobierno, el conde de Peñalva tuvo una pugna con el obispo Domingo Ramírez por una prebenda que García de Valdés exigía del ceremonial eclesiástico y que finalmente el gobernante tuvo que imponer ante la renuencia del religioso para otorgarla. 
Menos de dos años después de haber llegado al Yucatán murió de pronto el conde de Peñalva. Los biógrafos oficiales y las versiones que llegaron a la metrópoli respecto de la prematura e inesperada muerte fue que esta ocurrió de enfermedad, culpándose a la fiebre amarilla. Diego López de Cogolludo afirma (según la Enciclopedia Yucatán en el tiempo) que murió el conde de enfermedad. Juan Francisco Molina Solís en su Historia de Yucatán, dos siglos después, dice lo mismo: que la muerte fue natural, "tal vez de fiebre amarilla". Otros historiadores, sin embargo, según el propio texto enciclopédico aludido, dicen que se trató de un asesinato a consecuencia de que el conde sacrificaba todos los intereses sociales a su inmoderado afán de acumular riquezas. La tradición oral asegura que fue una señora quien perpetró la fechoría al introducirse en los aposentos del gobernante con el pretexto de solicitar audiencia.
En el acta de su fallecimiento conservada en el sagrario de la catedral de Yucatán dice:

"Año del Señor de 1652, en primero día del mes de agosto, falleció con todos los sacramentos el conde de Peñalva don García de Baldés Oss. gobernador y capitán general. Por su magestad en esta provincia de Yucatán enterróse en la Catedral."

## Personaje literario
La figura del conde de Peñalva, sus hechos como gobernador del Yucatán y sobre todo su sospechado asesinato, han sido motivo de inspiración para las obras literarias de numerosos autores mexicanos. Inició la serie Justo Sierra O'Reilly, que mezcló su misteriosa muerte en la trama de su novela La hija del judío, escrita a mediados del XIX. Y a finales del mismo siglo, se publicaron dos importantes obras de reconstrucción histórica que le tenían por personaje principal: en 1879 una novela de Eligio Ancona, y en 1883 un drama en verso de José Peón Contreras.

## Matrimonio y descendencia
Aunque ciertamente no fue presbítero, García de Valdés pudo haber sido ordenado de menores. En todo caso, su perfil prosopográfico hasta 1640 era más bien clerical. Bajo esta hipótesis, parecería que su tardía decisión de pedir dispensa para contraer matrimonio la tomó a raíz de la muerte de su hermano mayor y de haberle sucedido en el mayorazgo de su casa.
Casó en la Ciudad de México el 12 de febrero de 1641, en la iglesia parroquial de la Santa Veracruz, con Margarita Beltrán de Alzate y Esquivel, natural de esta ciudad, que trajo en dote 569.319 pesos según la carta dotal otorgada el mismo día a fe de Luis de Valdivieso. Esta señora había estado antes casada, desde 1628, con Manuel de Casasano y Celis, de igual naturaleza, con quien tuvo prole que se malogró. Su primer marido falleció en 1639 dejándola por heredera de una cuantiosa fortuna, que incluía el ingenio azucarero de San Pedro Mártir en el valle de Cuautla.
Era hermana de un canónigo de la Metropolitana e hija del capitán Francisco Esteban Beltrán y Zuraime, caballero de la Orden de Santiago, natural de la villa de Guzmán junto a Roa, obispado de Osma, y de Luisa de Alzate y Esquivel, su mujer, nacida en la Ciudad de México e hija a su vez de Pedro de Alzate y de María de Garmendia, naturales de Vera de Bidasoa en el reino de Navarra.
La condesa de Peñalva falleció viuda en su ciudad natal el 24 de septiembre de 1686, bajo testamento hecho el 6 de febrero anterior ante Baltasar Morante. Para entonces, ya se había extinguido su descendencia, por lo que destinaba el grueso de su caudal a fines de caridad y religión. Entre otras dotaciones y mandas, fundaba una importante obra pía sobre las rentas del dicho ingenio.
De este matrimonio nacieron dos hijos varones:
- García de Valdés Osorio y Esquivel, II conde de Marcel de Peñalba, caballero de la Orden de Santiago (desde 1658) y familiar de la Inquisición, que nació en México, fue bautizado el 18 de julio de 1642 en la Catedral, falleció sin posteridad el 16 de junio de 1677 en la villa salvadoreña de Nejapa, siendo su alcalde mayor, y fue enterrado en la capilla de San José de la citada catedral metropolitana. Casó en México el 29 de abril de 1660 con María Luisa Urrutia de Vergara, de igual naturaleza, que fue bautizada el 31 de enero de 1643 y finó el 16 de diciembre de 1678 (todas las partidas en la parroquia del Sagrario de la Catedral).
- Y Fernando de Valdés y Beltrán, natural de México y también caballero de Santiago (desde 1651). Fue bautizado en la Metropolitana el 1.º de junio de 1644 y murió soltero antes que el mayor.

En 1677, al morir el segundo conde de Peñalva, quedó extinguida la descendencia del concesionario de la merced, y la casa recayó en los Cienfuegos, descendientes de una hermana suya. La sucesión se expondrá en la voz Condado de Marcel de Peñalba.